# قره‌کول (آتیراو)
قره‌کول (قزاقی: Қаракөл) یک منطقه مسکونی در قزاقستان است که در استان آتیرائو واقع شده‌است.